# 赖社光
赖社光（1955年12月—），湖南平江人，中国共产党党员。硕士研究生，高级经济师。中华人民共和国政治人物。

## 生平
赖社光出生于平江县城，历任岳阳石油化工总厂副厂长、党委书记；中国石化集团巴陵石油化工有限责任公司董事、副总经理；中共湘潭市委常委；中共岳阳市委常委、湘阴县委书记、市委秘书长等职。2011年9月改任岳阳市政协党组副书记。
2012年1月当选政协岳阳市第六届委员会主席，2017年届满卸任。